# Chloorsulfonzuur
Chloorsulfonzuur is een anorganisch zuur. De molecule heeft een tetraëderstructuur, waarin de binding tussen het zwavel- en het chloor-atoom relatief zwak is. Het is een kleurloze tot strogele vloeistof. Chemisch gezien houdt ze het midden tussen sulfurylchloride (SO2Cl2) en zwavelzuur (H2SO4). In feite is het het zuurchloride van zwavelzuur.

## Synthese
De industriële productie van chloorsulfonzuur gebeurt door de reactie van gasvormig zoutzuur (HCl) met zwaveltrioxide (SO3):
{\displaystyle {\ce {HCl + SO3 -> HSO3Cl}}}
Zwaveltrioxide is onder meer beschikbaar in zwavelzuurinstallaties die werken volgens het contactproces. De reactie is zeer exotherm en vereist de nodige koeling om de temperatuur niet te hoog te laten worden, omdat het product anders zou kunnen ontbinden.
Een andere syntheseroute, die niet industrieel gebruikt wordt, is de chlorering van zwavelzuur met behulp van fosforpentachloride:
{\displaystyle {\ce {H2SO4 + PCl5 -> HSO3Cl + POCl3 + HCl}}}
Deze reactie werd voor het eerst beschreven door Alexander Williamson in 1854.

## Toepassingen
Chloorsulfonzuur is een geschikt reagens voor de chloorsulfonering van vele organische verbindingen. Die sulfonylchloriden zijn intermediaire stoffen in de synthese van vele commercieel interessante sulfonaten en sulfonamiden, vooral voor de productie van synthetische detergenten en van farmaceutische producten, landbouwchemicaliën (pesticiden), kleurstoffen en weekmakers.
Het wordt gebruikt in de productie van bepaalde plastics (sulfonylpolymeren) en ionenwisselaarharsen. Chloorsulfonzuur wordt gebruikt als dehydratiemiddel, oxidatiemiddel, chloreringsmiddel, of als zure katalysator in chemische reacties.
Chloorsulfonzuur werd ook gebruikt in een oud procedé voor de productie van sacharine.
Door reactie met waterstofperoxide wordt peroxomonozwavelzuur gevormd, een sterke anorganische oxidator:
{\displaystyle {\ce {ClSO3H + H2O2 -> H2SO5 + HCl}}}

## Toxicologie en veiligheid
Chloorsulfonzuur reageert hevig met water met vorming van zwavelzuur en zoutzuur:
{\displaystyle {\ce {HSO3Cl + H2O -> H2SO4 + HCl}}}
Bij verhitting ontleedt de stof tot zwavelzuur en sulfurylchloride:
{\displaystyle {\ce {2 HSO3Cl -> H2SO4 + SO2Cl2}}}
Chloorsulfonzuur is een sterk zuur en reageert hevig met basen. Daarenboven is het een sterke oxidator en reageert ze hevig met brandbare en reducerende stoffen; de reactiewarmte die daarbij vrijkomt is zo hoog dat er kans op brand en ontploffing is wanneer het zuur in contact komt met brandbare materialen.
Chloorsulfonzuur is zeer corrosief voor de ogen, de huid, de luchtwegen en bij inslikken. Inademing van de damp kan longoedeem veroorzaken. Bij herhaalde of langdurige blootstelling kunnen de longen aangetast worden. Chloorsulfonzuur kan effecten hebben op de tanden, met als gevolg tanderosie.